# Manuel Rodríguez Aponte
Manuel Rodríguez Aponte (Oropesa, provincia de Toledo, 8 de septiembre de 1737-Bolonia, 22 de noviembre de 1815) fue un jesuita y helenista español.

## Vida
Ingresó en la Compañía de Jesús en la Provincia de Toledo el 8 de abril de 1753. Fue misionero en Filipinas de 1755.
Después de la expulsión de los jesuitas del Imperio Español de 1767, Aponte tuvo que trasladarse a Italia, donde sustituyó a Giacomo Biancani en la cátedra de griego de la Universidad de Bolonia en 1790. 
Leandro Fernández de Moratín en su Viaje a Italia, dice que Aponte «ha traducido la Ilíada y la Odisea en verso con admirable fidelidad ilustrando su obra con notas doctísimas.» Moratín acudió con frecuencia a su tertulia literaria cuando estuvo en Bolonia en septiembre de 1793 y en marzo de 1796, acompañado del hermano de Nicolás Rodríguez Lasso. 
En Bolonia Aponte tuvo por discípulos al lingüista y futuro cardenal Giuseppe Gasparo Mezzofanti y a la filóloga Clotilde Tambroni, profesora de Fundamentos de lengua griega en la universidad de Bolonia desde 1793, una de las primeras mujeres en enseñar en la universidad.
Aponte retornó a España en 1799, cuando Carlos IV autorizó la vuelta de los jesuitas españoles expulsos, pero tuvo a volver a Italia  el 11 de mayo de 1801, después de la «segunda expulsión».
Aponte murió en Bolonia el 22 de noviembre de 1815.

## Obras
- Elementi della lingua greca divisi in quattordici lezioni per uso della scuola bolognese (Bolonia, 1802).
- Selecta e Graecis aurei saeculi Scriptoribus (Bolonia, 1808).
- Biblioteca Vaticana, cod. Ferrajoli 339: «La Ilíada» en verso endecasílabo; «La Odisea»; «Rudimenti della lingua greca»; epigrammata, fragmenta; «De graeco sermone oratio». Ferrajoli 514: cartas a G. Tambroni, poesía griega. Ferrajoli 515: notas a Clotilde Tambroni.